# Флоралії
Флоралії (лат. ludi florales) — у Стародавньому Римі свято римської богині весни Флори, яке відзначалося з 28 квітня по 3 травня (за юліанським календарем). Флоралії вважаються одними з найстаріших офіційних свят стародавнього Риму введеними ще 
Титом Тацієм.
На фестивалі зазвичай панувала розпусна, спрямована на задоволення атмосфера. На відміну від багатьох інших давньоримських фестивалів, ігри Флори мали плебейський характер.

## Флора
Основна стаття: Флора
Флора є однією з найдавніших богинь римської міфології та була однією з п'ятнадцяти божеств, які мали свого власного державного верховного жерця, Flamen Florialis . Давньоримська богиня квітів, розквіту, весни та польових плодів. Ототожнювалася з грецькою богинею (німфою) Хлоридою. За легендою, розказаною Овідієм, на Флору, груди якої випромінювали квіти, що поширювалися околицями, перетворилася земляна німфа Хлорида, яку переслідував бог західного вітру Фавоній (що відповідав давньоримському Зефіру).

## Храми Флори
Ігри на честь Флори були засновані у 238 до н. е. році, коли було освячено храм Флори (за іншими відомостями — у 241 році до н. е.). Цей храм знаходився поруч із Великим цирком — найбільшим римським іподромом. Святилище італійської Flora rustica на римському пагорбі Квіриналі було, ймовірно, не храмом (aedes sacra), а вівтарем (sacellum). З 173 до н. е. роки Флоралії стали постійним святом, їх святкували раз на рік; за часів Гая Юлія Цезаря (I століття до н. е.) святкування тривало шість днів, з 28 квітня по 3 травня.

## Історичні відомості
Наприкінці III — на початку II століття до н. е. в римському релігійному календарі кількість свят істотно збільшилася, при цьому з'явилося багато нових свят, а ті, що проводилися і раніше, стали регулярними . До таких «старих» свят належали і флоралії: або з 240, або з 238 року до нашої ери ігри на честь богині стали проводитися регулярно (при цьому в 238 році до нашої ери було освячено храм Флори). З 173 до н. е. року флоралії стали відомими і шанованими іграми (за іншими відомостями— стали постійним святом). Відомі флоралії, влаштовані 55 року до н. е. тодішнім едилом Гаєм Мессієм, на яких серед інших був присутній і Катон Молодший.
Традиційно вважалося, що організацією флоралій займалися винятково плебейські едили, виходячи з того, що це було плебейське свято, проте пізніше цю точку зору поставили під сумнів. Можливо, в організації флоралій брали участь як плебейські, так і курульні едили — так само, як і в організації цереалій, святкувань на честь «спорідненої» Флорі — Керери, богині врожаю і родючості.

### Традиція святкування
Під час флоралій двері прикрашалися квітковими вінками, а жителі Риму прикрашали свій одяг квітами. Жінки під час флоралій ходили в різнокольорових сукнях, що було заборонено в інший час. До програми флоралій входили театралізовані вистави, виступи танцюристів, мімів, а також танці з роздяганням, що виконувалися гетерами. Під час флоралій, як і під час будь-яких інших свят у Стародавньому Римі, лунала музика, люди співали і танцювали. Атмосфера свята відрізнялася розкутістю і розгулом.
Овідій так описував початок флоралій: «Богиня (Флора) йде у своїх вінках різнокольорових: // Сцена відкрита знову вольностям жартів соромних».

## Зовнішні посилання
Encyclopædia Romana: Floralia